# Carbatina

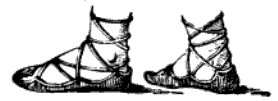
Bức tranh mô phỏng carbatinae năm 1884

Carbatina là một loại giày dép được mặc ở Hy Lạp cổ, Ý và Trung Đông, được thiết kế gồm một mảnh da duy nhất, được may thành hình ở gót chân, quấn qua đế chân và cài bằng dây. Chúng thường được những người nông dân sử dụng, khi không mang giày chứng tỏ họ cực độ nghèo đói. Cho đến thế kỷ thứ 3 sau Công nguyên, việc mang carbatinae đã không còn thịnh hành trong văn hoá La Mã,

## Từ nguyên
Thuật ngữ tiếng Latin carbatina (số nhiều: carbatinae) bắt nguồn từ tiếng Hy Lạp cổ đại karbatine, có nghĩa là "giày đồng quê", và được sử dụng trong các tác phẩm của Aristotle và Lucian. Cũng có khả năng là nó bắt nguồn từ κἁρφω có nghĩa là "làm từ da khô". Cùng thuật ngữ này, Aristotle cũng sử dụng để chỉ các bao bọc đặt trên chân của lạc đà để ngăn chống vết loét và bởi Philo La Mã để chỉ một cấu trúc được bọc da được sử dụng bởi quân lính để bảo vệ khi tấn công các công trình pháo đài.

## Mô tả và cách sử dụng

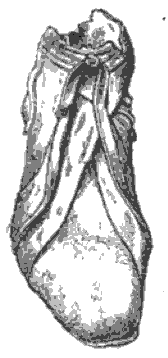
Bản phác thảo của một đôi karbatine Hy Lạp cổ đại

Carbatinae được cắt từ một mảnh da bò duy nhất, gập qua đế chân và cố định trên phần trên chân bằng dây da. Một đường may ở phần gót giúp tạo hình dạng giống giày cho carbatina. Thông thường, da kéo dài đến phía dưới mắc áo chân nhưng trong một số trường hợp, da còn kéo dài hơn điểm đó. Mặc dù thường chỉ có đường may ở phần gót, cũng có một số ví dụ đã được gia cố bằng đường may ở ngón chân. Chúng được mô tả giống như giày ballet hoặc moccasin hiện đại. Chúng thường có hình dạng đơn giản; chỉ có một ví dụ được trang trí bằng công nghệ openwork được phát hiện trong các cuộc khai quật tại Praetorium Agrippinae ở Hà Lan ngày nay. Để mang chúng, người ta đặt chân lên miếng da, kéo lên hai bên chân và buộc dây da lại để cố định.
Carbatinae thường được các dân tộc cổ đại ở Ý, Hy Lạp và Trung Đông sử dụng. Ở Ý, chúng phổ biến trong những người nông dân. Đó là loại giày rẻ tiền và được tầng lớp thấp sử dụng, khi không mang giày chứng tỏ họ cực độ nghèo đói. Chúng được các thành viên thuộc các đơn vị lính đánh thuê Ten Thousand của Hy Lạp sử dụng như một loại bao chân khẩn cấp.
Carbatinae là những đôi giày sớm nhất được biết đến mà người La Mã từng mang. Chúng đã phát triển thành calcei, đôi giày da mềm với các bên cạnh cứng được mặc bởi người La Mã giàu có kèm với áo toga. Cho đến thế kỷ thứ 3 sau Công nguyên, việc mang carbatinae đã không còn thịnh hành trong văn hoá La Mã, thay thế bằng các đôi giày có gai trên đế.